# I'm Outta Lockdown - The 22nd Anniversary Tour
L'I'm Outta Lockdown - The 22nd Anniversary Tour è il sesto tour della cantante statunitense Anastacia.

## Scaletta
Questa scaletta rappresenta quella del concerto del 15 settembre 2022 a Lisbona. Non è, pertanto, rappresentativa per tutti gli spettacoli del tour.
I atto
Intro
1. Not that kind
2. Freak of Nature
3. Funky Band Breakdown (contiene elementi di It's Too Funky in Here, We Want the Funk e Freak of Nature)
4. Paid My Dues
5. Cowboys & Kisses
6. Overdue Goodbye
7. Sick and Tired
8. Why'd You Lie to Me (latin version)
9. Made for Lovin’ You

Funk (band interlude, contiene elementi di I Like It Like That)
II atto
1. You’ll Never Be Alone
2. Everything Burns (acoustic version)
3. Who’s Gonna Stop The Rain

III atto
1. Sweet Child o' Mine (cover dei Guns N' Roses)
2. Best of You
3. One Day in Your Life
4. Stupid Little Things
5. Welcome to my Truth

IV atto - Encore
1. Left Outside Alone
2. I'm Outta Love
3. Left Outside Alone (frammento a cappella)

Variazioni
- Nelle date italiane l'artista ha eseguito I Belong to You (Il ritmo della passione) prima di cantare Who’s Gonna Stop The Rain.

## Date
| Data              | Città              | Stato           | Luogo                                | Artisti d'apertura |
| ----------------- | ------------------ | --------------- | ------------------------------------ | ------------------ |
| Europa            |                    |                 |                                      |                    |
| 15 settembre 2022 | Lisbona            | Portogallo      | Arena di Campo Pequeno               | Kris James         |
| 18 settembre 2022 | Ginevra            | Svizzera        | Grand Théâtre de Genève              | Kris James         |
| 19 settembre 2022 | Zurigo             | Svizzera        | Samsung Hall                         | Kris James         |
| 21 settembre 2022 | Milano             | Italia          | Teatro degli Arcimboldi              | Kris James         |
| 22 settembre 2022 | Roma               | Italia          | Teatro Brancaccio                    | Kris James         |
| 22 ottobre 2022   | Tilburg            | Paesi Bassi     | 013                                  | Shab               |
| 24 ottobre 2022   | Amsterdam          | Paesi Bassi     | Melkweg                              | Shab               |
| 26 ottobre 2022   | Lussemburgo        | Lussemburgo     | Den Atelier                          | Shab               |
| 27 ottobre 2022   | Anversa            | Belgio          | De Roma                              | Shab               |
| 30 ottobre 2022   | Basingstoke        | Regno Unito     | The Anvil                            | Shab               |
| 31 ottobre 2022   | Brighton           | Regno Unito     | Brighton Dome                        | Shab               |
| 1 novembre 2022   | Birmingham         | Regno Unito     | Symphony Hall                        | Shab               |
| 3 novembre 2022   | Ipswich            | Regno Unito     | Regent Theatre                       | Shab               |
| 4 novembre 2022   | Manchester         | Regno Unito     | Bridgewater Hall                     | Shab               |
| 6 novembre 2022   | Cardiff            | Regno Unito     | St David's Hall                      | Shab               |
| 8 novembre 2022   | Londra             | Regno Unito     | Hammersmith Apollo                   | Shab               |
| 9 novembre 2022   | Bath               | Regno Unito     | The Forum                            | Shab               |
| 10 novembre 2022  | Oxford             | Regno Unito     | New Theatre                          | Shab               |
| 12 novembre 2022  | Stoke              | Regno Unito     | Victoria Hall                        | Shab               |
| 13 novembre 2022  | Newcastle          | Regno Unito     | O2 City Hall                         | Shab               |
| 15 novembre 2022  | Glasgow            | Regno Unito     | Glasgow Royal Concert Hall           | Shab               |
| 19 novembre 2022  | Tórshavn           | Isole Faroe     | Høllin Á Hálsi                       | N.D.               |
| 21 novembre 2022  | Firenze            | Italia          | Teatro Verdi                         | N.D.               |
| 23 novembre 2022  | Catania            | Italia          | Teatro Metropolitan                  | N.D.               |
| 25 novembre 2022  | Bassano del Grappa | Italia          | PalaBassano                          | N.D.               |
| 2 dicembre 2022   | Praga              | Repubblica Ceca | O2 Universum                         | N.D.               |
| 3 dicembre 2022   | Vienna             | Austria         | Wiener Stadthalle                    | N.D.               |
| 26 gennaio 2023   | Hillerød           | Danimarca       | Teatro reale danese                  | Dana Rexx          |
| 27 gennaio 2023   | Groninga           | Paesi Bassi     | De Oosterport                        | Dana Rexx          |
| 29 gennaio 2023   | Oslo               | Norvegia        | Konserthus                           | Dana Rexx          |
| 30 gennaio 2023   | Göteborg           | Svezia          | Trädgårn                             | Dana Rexx          |
| 2 febbraio 2023   | Berlino            | Germania        | Admiralspalast                       | Dana Rexx          |
| 3 febbraio 2023   | Francoforte        | Germania        | Jahrhunderthalle                     | Dana Rexx          |
| 5 febbraio 2023   | Hannover           | Germania        | Hannover Congress Centrum            | Dana Rexx          |
| 6 febbraio 2023   | Düsseldorf         | Germania        | Mitsubishi Electric Halle            | Dana Rexx          |
| 3 giugno 2023     | Skive              | Danimarca       | Strandtangen                         | N.D.               |
| 7 giugno 2023     | Stoccarda          | Germania        | Beethovenhalle                       | Eloise Viola       |
| 9 giugno 2023     | Ulma               | Germania        | Congress Centrum Ulm                 | Eloise Viola       |
| 10 giugno 2023    | Aarberg            | Svizzera        | Stadtplatz                           | N.D.               |
| 12 giugno 2023    | Arbon              | Svizzera        | Kulturzentrum Presswerk              | N.D.               |
| 13 giugno 2023    | Norimberga         | Germania        | Meistersingerhalle                   | Eloise Viola       |
| 16 giugno 2023    | Oslo               | Norvegia        | Grefsenkollen                        | N.D.               |
| 17 giugno 2023    | Helsinki           | Finlandia       | Suvilahti Parrukatu                  | N.D.               |
| 24 giugno 2023    | Rhoon              | Paesi Bassi     | Johannapolder                        | N.D.               |
| 27 giugno 2023    | Palermo            | Italia          | Teatro di Verdura                    | N.D.               |
| 12 luglio 2023    | Marbella           | Spagna          | Auditorio Marbella                   | N.D.               |
| 14 luglio 2023    | Siviglia           | Spagna          | Plaza de España                      | N.D.               |
| 16 luglio 2023    | Barcellona         | Spagna          | Jardins Pedralbes                    | N.D.               |
| 17 luglio 2023    | Madrid             | Spagna          | Palacio Municipal IFEMA              | N.D.               |
| 21 luglio 2023    | Hertfordshire      | Regno Unito     | Standon Lordship                     | N.D.               |
| 24 luglio 2023    | Opatija            | Croazia         | Open Air Theatre                     | N.D.               |
| 26 luglio 2023    | Glasgow            | Regno Unito     | Kelvingrove Park                     | N.D.               |
| 30 luglio 2023    | Minorca            | Spagna          | Castillo de San Felipe               | N.D.               |
| 05 Agosto 2023    | Cantanhede         | Portogallo      | Parque Expo-Desportivo de São Mateus | N.D.               |

### Cancellazioni
| 29 settembre 2022 | Locarno | Svizzera | Palexpo     | Laringite acuta dell'artista |
| 14 ottobre 2022   | Amburgo | Germania | Laeiszhalle | Laringite acuta dell'artista |

## Personale
Band
- Anastacia – voce
- Vicky Osterberg – batteria
- Andrea Smith – basso, tastiere, cori
- Pete Rinaldi – chitarra elettrica, chitarra acustica, cori

Coro
- Shanice Steele

Ballerini
- Rose Wild
- Robbie Kmentoni
- Tasmin Harrison